# Ле-Триулу
Ле-Триулу́ (фр. и окс. Le Trioulou) — коммуна во Франции, находится в регионе Овернь. Департамент — Канталь. Входит в состав кантона Мор. Округ коммуны — Орийак.
Код INSEE коммуны — 15242.
Коммуна расположена приблизительно в 470 км к югу от Парижа, в 145 км юго-западнее Клермон-Феррана, в 35 км к юго-западу от Орийака.

## Население
Население коммуны на 2008 год составляло 94 человека.
| 1962 | 1968 | 1975 | 1982 | 1990 | 1999 | 2008 |
| ---- | ---- | ---- | ---- | ---- | ---- | ---- |
| 177  | 191  | 165  | 138  | 127  | 99   | 94   |

## Экономика

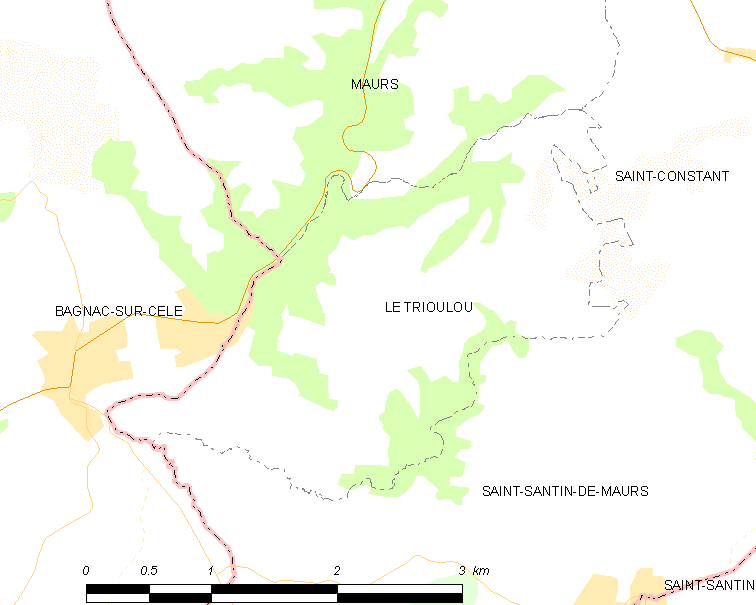
Карта коммуны

В 2007 году среди 54 человек в трудоспособном возрасте (15—64 лет) 41 были экономически активными, 13 — неактивными (показатель активности — 75,9 %, в 1999 году было 75,0 %). Из 41 активного работали 39 человек (21 человек и 18 женщин), безработными были 2 женщины. Среди 13 неактивных 4 человека были учениками или студентами, 5 — пенсионерами, 4 были неактивными по другим причинам.